# Happerg

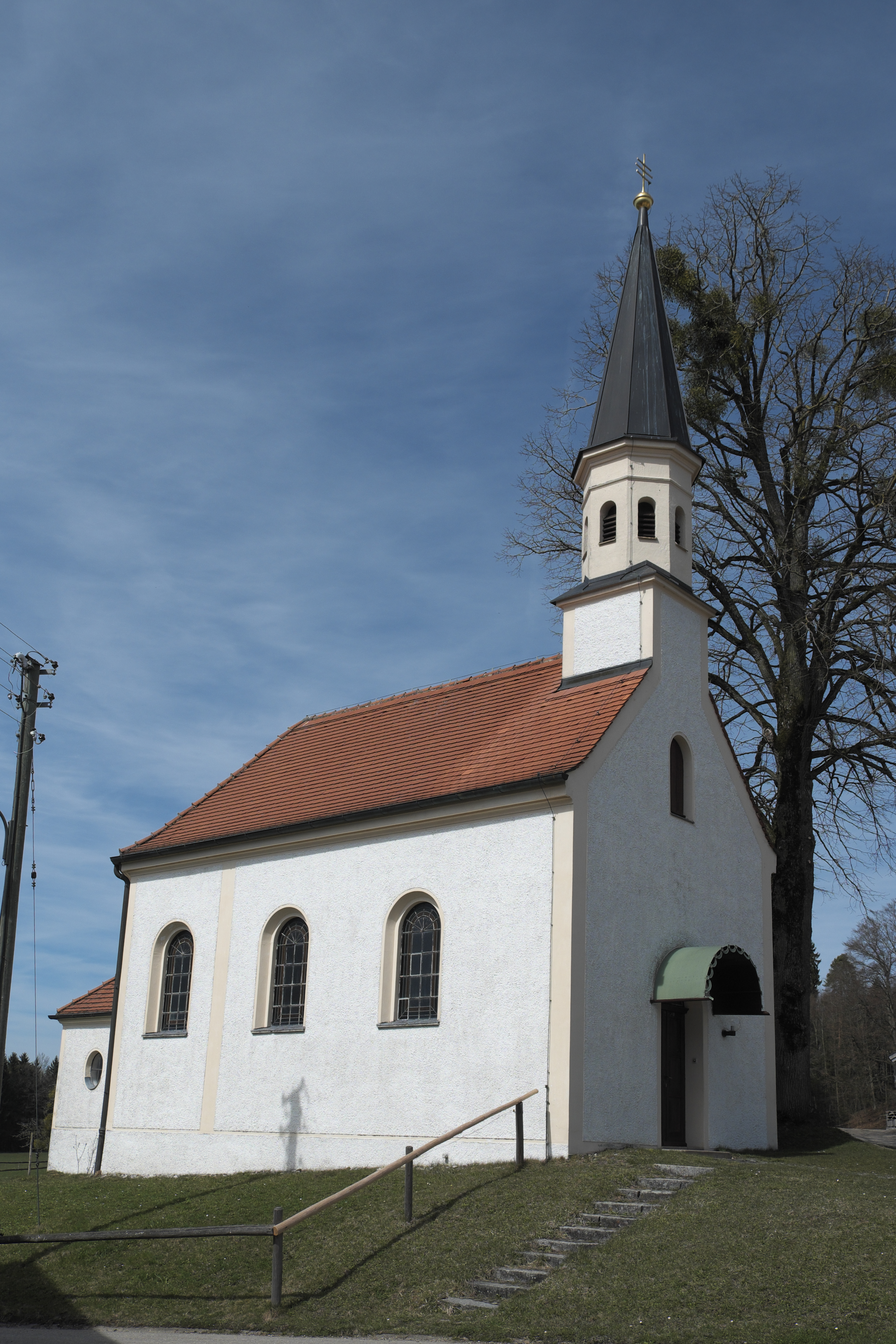
Kapelle St. Maria Magdalena in Happerg

Happerg ist ein Gemeindeteil von Eurasburg im oberbayerischen Landkreis Bad Tölz-Wolfratshausen. Das Dorf liegt circa zwei Kilometer östlich des Starnberger Sees. Happerg wurde im Jahr 1978 als Teil der ehemals selbständigen Gemeinde Holzhausen am Starnberger See zu Eurasburg eingemeindet.

## Baudenkmäler
- St. Maria Magdalena (Happerg)
- Turmhügel Happerg